# Объединение Кореи

Объединённый флаг Кореи, используемый на некоторых общекорейских мероприятиях

Объединение Кореи (кор. 남북통일 / 조선통일) — политическая цель, заявленная правительствами Корейской Народно-Демократической Республики (КНДР) и Республики Корея (РК).
С 2024 года руководство КНДР отменило политику воссоединения, впервые за время существования этого государства.

## Разделение Кореи

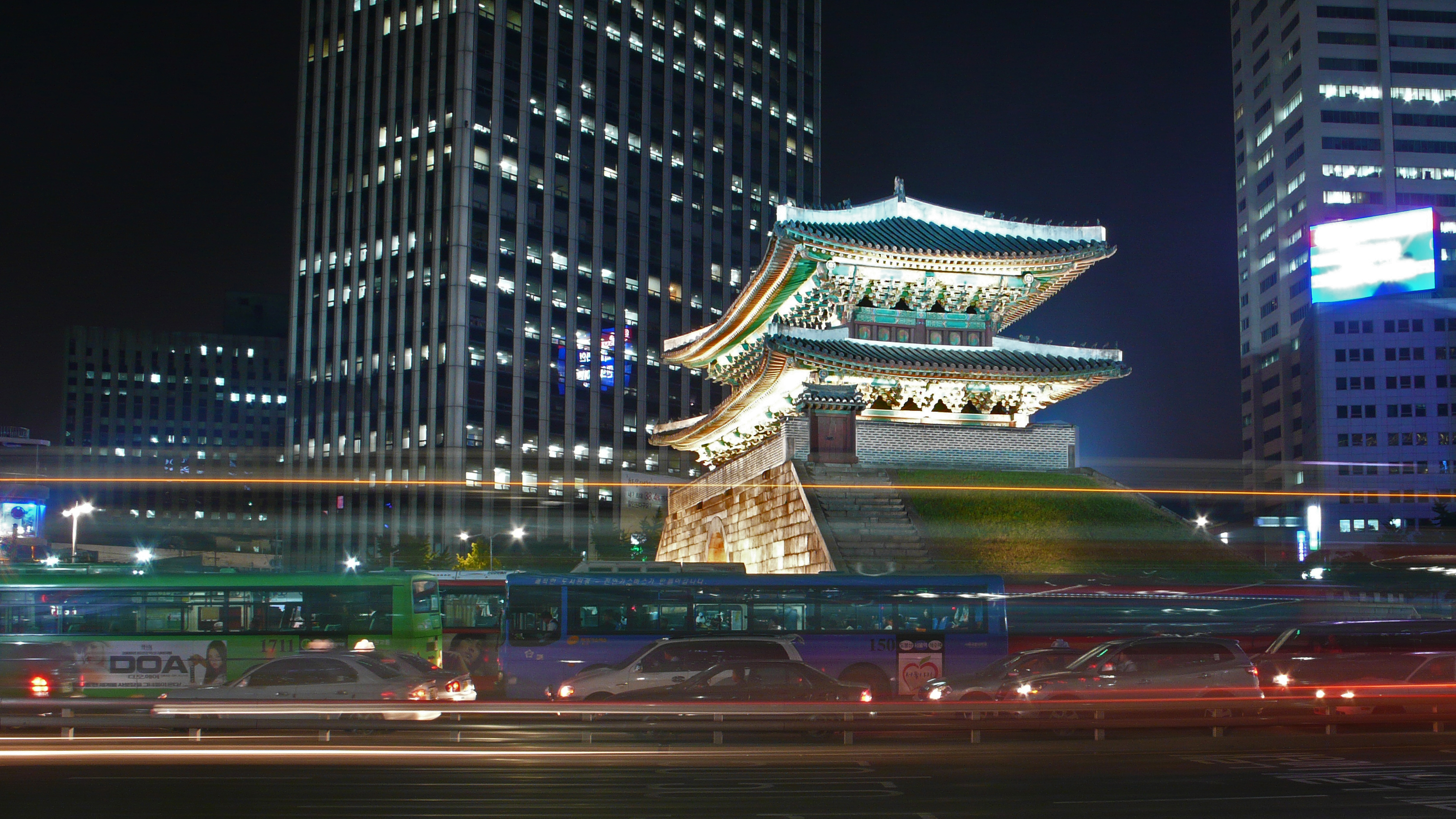
Сеул — столица Южной Кореи.

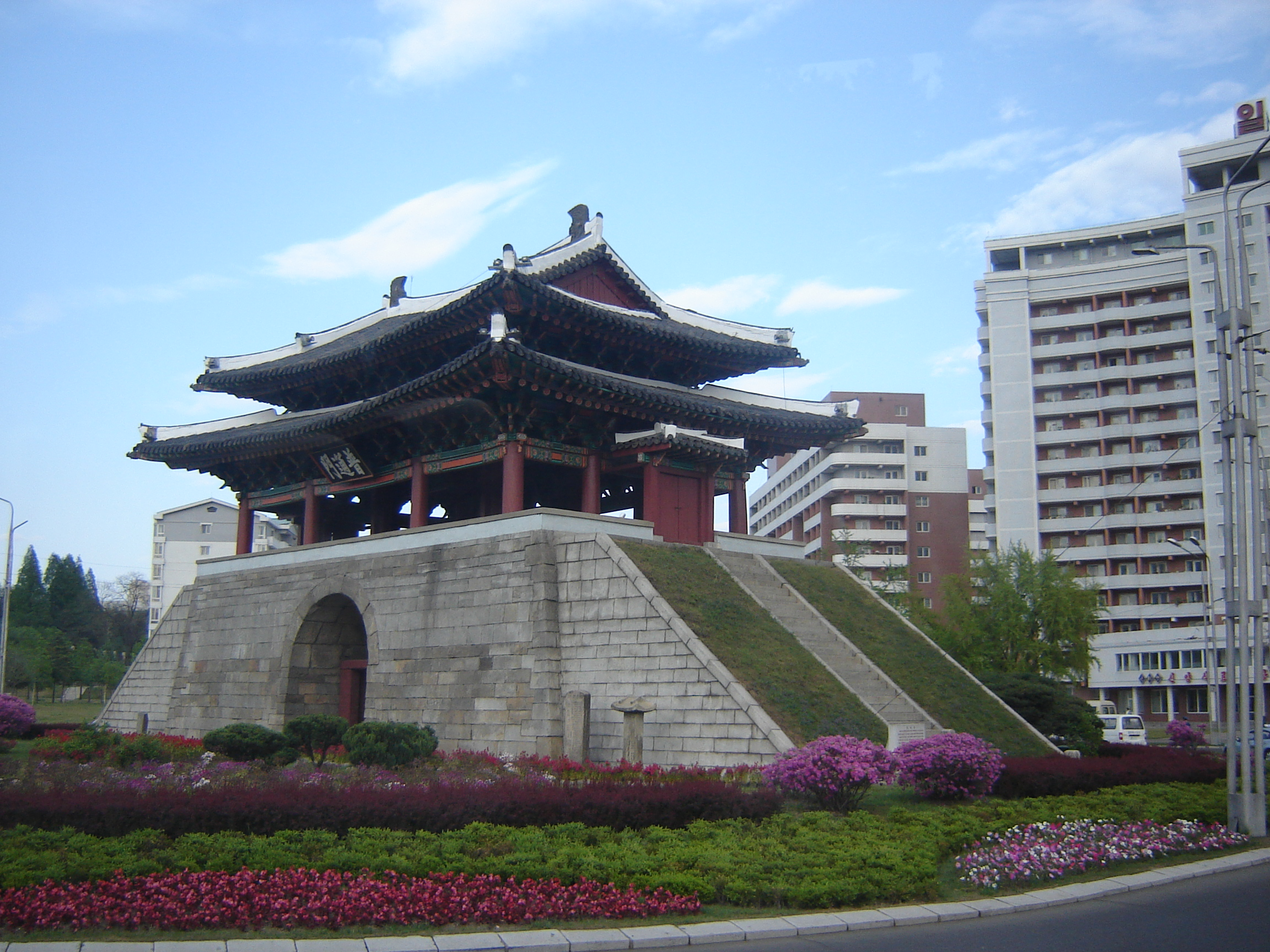
Пхеньян — столица Северной Кореи.

Корея не была единым независимым государством с 1910 года, когда, согласно Договору о присоединении Кореи к Японии, она вошла в состав Японской империи. В 1945 году она получила независимость по итогам Второй мировой войны.
СССР и США согласились, что Корея будет временно разделена по 38-й параллели на южную и северную зоны оккупации. В августе 1945 года войска СССР заняли северную часть Корейского полуострова. Американские ВМС высадились на юге Кореи в сентябре того же года.
Совместная комиссия СССР и США, собравшаяся в марте 1946 года в Сеуле для обсуждения деталей образования временного правительства для всего полуострова, не смогла достигнуть соглашения, которое устраивало бы обе стороны.
Второй раунд заседаний уже в 1947 году также не принес результатов. Тогда, в сентябре 1947 года США поставили вопрос о независимости Кореи перед Генеральной Ассамблеей ООН, которая приняла резолюцию о проведении в стране выборов под наблюдением ООН.
Однако СССР не допустил на территорию Северной Кореи представителей ООН, так что выборы 10 мая 1948 года прошли только на Юге. Американская военная администрация прекратила свои функции 15 августа 1948 года, когда и была провозглашена Республика Корея (РК), президентом которой был избран Ли Сын Ман.
В Северной Корее управление было передано корейским коммунистам, и в начале 1946 года было образовано Временное правительство, а после выборов в высший законодательный орган 9 сентября 1948 года было объявлено создание Корейской Народно-Демократической Республики (КНДР) во главе с премьер-министром Ким Ир Сеном.
Разделение полуострова было окончательно закреплено после Корейской войны, не принёсшей победу ни одной из сторон. КНДР до 2024 года не признавала суверенитет Республики Корея на южной части Корейского полуострова , а сама Республика Корея и на сегодняшний момент претендует на всю территорию полуострова, не признавая КНДР.
Объединение Кореи было провозглашено обоими государствами в качестве одной из главных целей. Перспективы реального объединения страны и тогда, и сейчас представляются очень призрачными в связи с тем, что Северная Корея имеет свою идеологию чучхе и развитую плановую экономику, тогда как Южная Корея — развитое капиталистическое государство с демократическим устройством и рыночной экономикой.
Законодательства обеих стран ограничивают контакты между странами: так, в 2012 году активист за объединение Кореи Но Сухи был арестован и приговорён к 4 годам тюрьмы после посещения КНДР, о котором не сообщил властям Республики Корея.

## Концепции объединения
Существуют три концепции объединения Кореи:
1. Республика Корея поглощает КНДР.
2. КНДР поглощает Республику Корею.
3. КНДР и РК создают конфедерацию и постепенно идут к объединению.

В Южной Корее левые политики в основном поддерживают третью концепцию, а правые — первую.
Организация Объединённых Наций, ряд правительств и руководителей государств и органов Европейского союза, Соединённых Штатов Америки, ЦРУ, ОЭСР, АТЭС некоторых других объединений и организаций высказывались и предлагали решения в пользу третьей концепции объединения Кореи.

### Демократическая Конфедеративная Республика Корея
Демократическая Конфедеративная Республика Корея (кор. 고려민주련방공화국?, 高麗民主聯邦共和國? Корё минджу рёнбан конхвагук) — проект организации конфедеративного корейского государства, предложенный в 1980 году президентом КНДР Ким Ир Сеном.
Название было взято от раннефеодального корейского государства Корё (X—XIV). Предполагалось, что формально единая страна будет иметь общую внешнюю политику и прочее представительство на международной арене, но в разных частях Кореи сохранится собственное политическое и экономическое устройство.
Предложение было высказано на VI съезде Трудовой партии Кореи:

Добиваясь объединения Родины, наша партия предлагает создать Конфедеративную Республику, в которой на основе взаимного признания существующих в двух зонах идеологий и систем Севером и Югом будет образовано единое национальное правительство, в состав которого на равноправных началах войдут представители Севера и Юга и под руководством которого Север и Юг, имея равные полномочия и обязанности, будут каждый осуществлять систему регионального самоуправления.

Сохраняя название существовавшего в нашей стране единого государства, широко известного всему миру, и отражая общие политические идеалы Севера и Юга — стремление к демократии, было бы весьма уместно назвать конфедеративное государство Демократической Конфедеративной Республикой Корея.

### Объединение в спорте

#### 1991 год
За некоторое время до Чемпионата мира по настольному теннису 1991 года Корейская Народно-Демократическая Республика и Республика Корея впервые после разделения Кореи обсуждали возможность создания объединенных футбольной команды и команды по настольному теннису. После 22-х встреч и пяти месяцев переговоров была создана объединенная команда по настольному теннису, которая выступила на 41-м Чемпионате мира под Флагом Объединения. В качестве гимна команды была выбрана популярная народная песня «Ариран». 
Победа женской сборной команды Кореи над «непобедимой» до того командой Китая вызвала настоящую сенсацию в Корее. В 2012 году в Южной Корее вышел фильм Корея (코리아, As One, Единые, Как один), рассказывающий историю этой победы. Во время съемок фильма профессиональные актеры имитировали игру в настольный теннис без мяча под руководством участницы объединенной команды Кореи 1991 года олимпийской чемпионки Хён Джон Хва.

#### 2018 год
Спортсмены КНДР и Южной Кореи на Олимпиаде-2018 в южнокорейском городе Пхёнчхане выступили совместно под единым флагом с песней «Ариран» вместо гимна.
На Чемпионате мира по настольному теннису 2018 года женские команды Южной и Северной Кореи должны были играть друг против друга в стадии четвертьфинала, но игра не состоялась. Соперницы вышли на матч, пожали друг другу руки, поздравили с выходом в финальную часть чемпионата мира, и анонсировали, что в полуфинале будет играть Объединенная команда Кореи, как это уже было в 1991 году. Международная федерация настольного тенниса одобрила объединение команд прямо в ходе турнира.
На этапе «2018 ITTF World Tour» Korea Open в разряде смешанных пар одержала победу пара объединенной Северной и Южной Кореи Cha Hyo Sim и Чан Уджин, а впоследствии они завоевали право участвовать в «ITTF World Tour Grand Finals».
Некоторые журналисты назвали эти события в настольном теннисе новой главой «пинг-понговой дипломатии».

### Встречи лидеров двух стран
29 марта 2018 года представители Пхеньяна и Сеула договорились о проведении 27 апреля встречи лидеров двух стран — Ким Чен Ына и Мун Чжэ Ина в демилитаризованной зоне на границе Севера и Юга. Для создания мирной атмосферы перед намеченной на 27 апреля встречей президента Южной Кореи и северокорейского лидера южнокорейские власти с понедельника, 23 апреля, прекратили пропаганду на границе с КНДР.

## Отношение к объединению южнокорейского общества
Несмотря на то, что большинство южан положительно оценивают процесс объединения, они всё же не готовы платить за него: согласно опросу, проведённому компанией «Хёндэ», только 5,9 % опрошенных готовы платить за объединение в год больше 210 тысяч южнокорейских вон, притом что 30,4 % вообще не хотят платить, а 24 % готовы потратить только символическую сумму в 10 тысяч южнокорейских вон в год. Согласно некоторым оценкам, поглощение КНДР обойдется Югу как минимум в триллион долларов за 20 лет — то есть среднему южанину придётся платить не менее 1 200 000 южнокорейских вон в год.
Бывший профессор Университета Инха Шепард Айверсон предложил создать инвестиционный фонд воссоединения в размере 175 миллиардов долларов США с целью подкупа номенклатурной элиты КНДР для обеспечения дипломатического пути решения корейского конфликта путем проведения внутренней смены режима. Согласно предложению, семьям партийных чиновников в Пхеньяне будет выплачено в общей сложности до 23,3 млрд долларов, при этом он отметил, что десять главных семей получат по 30 млн долларов, а тысяча других семей — по 5 млн долларов. Еще 121,8 миллиарда долларов получит население страны, чтобы начать новую жизнь после воссоединения. Предполагается, что средства для фонда будут собраны от частных групп и бизнес-магнатов.

## Конец политики воссоединения
В январе 2024 года руководство КНДР прекратило политику воссоединения Кореи. На всех официальных картах страны КНДР теперь выделяется как отдельное государство.